# Чемпионат СССР по вольной борьбе 1971
Соревнования по вольной борьбе в рамках V летней Спартакиады народов СССР проходили в Москве с 21 по 30 июля 1971 года. Четыре сильнейших спортсмена из спартакиадного турнира и два из турнира на приз Спорткомитета СССР разыграли чемпионат страны.

## Медалисты
| Весовая категория   | Золото                                     | Серебро                                       | Бронза                                      |
| ------------------- | ------------------------------------------ | --------------------------------------------- | ------------------------------------------- |
| Наилегчайший вес    | Роман Дмитриев Вооружённые Силы (Москва)   | Рафик Гаджиев «Динамо» (Баку)                 | Наги Кулиев Вооружённые Силы (Баку)         |
| Легчайший вес       | Гавриил Дмитриев Вооружённые Силы (Москва) | Тенгиз Микеладзе «Буревестник» (Тбилиси)      | Арсен Алахвердиев «Буревестник» (Махачкала) |
| Полулёгкий вес      | Владимир Чертков «Зенит» (Киев)            | Роин Доборджгинидзе «Колмеурне» (Тбилиси)     | Иван Кулешов Вооружённые Силы (Киев)        |
| Лёгкий вес          | Гиви Кварелашвили «Локомотив» (Тбилиси)    | Г. Дгебуадзе «Буревестник» (Тбилиси)          | Загалав Абдулбеков «Динамо» (Махачкала)     |
| 1-й полусредний вес | Николай Неустроев «Спартак» (Якутск)       | Василий Казахов «Труд» (Москва)               | Ахсар Гулуев «Хосилот» (Душанбе)            |
| 2-й полусредний вес | Руслан Ашуралиев «Урожай» (Махачкала)      | Роман Марсагишвили «Буревестник» (Тбилиси)    | Руслан Елканов «Спартак» (Москва)           |
| 1-й средний вес     | Леван Тедиашвили «Гантиади» (Тбилиси)      | Алик Темираев Вооружённые Силы (Орджоникидзе) | Юрий Марченко «Спартак» (Одесса)            |
| 2-й средний вес     | Пётр Суриков «Локомотив» (Алма-Ата)        | Малхаз Цнобиладзе «Динамо» (Тбилиси)          | Владимир Маршания «Гантиади» (Сухуми)       |
| Полутяжёлый вес     | Владимир Гулюткин «Спартак» (Киев)         | Семён Лисафин «Буревестник» (Минск)           | Николай Муханов Вооружённые Силы (Киев)     |
| Тяжёлый вес         | Владимир Паршуков «Спартак» (Сыктывкар)    | Д. Огородник «Колос» (Киев)                   | Евгений Надеждин Вооружённые Силы (Москва)  |